# Myrmarachne prognatha
Myrmarachne prognatha là một loài nhện trong họ Salticidae.
Loài này thuộc chi Myrmarachne. Myrmarachne prognatha được Tord Tamerlan Teodor Thorell miêu tả năm 1887.